# Žarko Đurišić
Žarko Đurišić (Titograd, 31 marzo 1961) è un ex cestista sloveno, fino al 1992 jugoslavo.

## Carriera
Con la Slovenia ha disputato i Campionati europei del 1993.

## Palmarès
- Coppa di Slovenia: 4

Union Olimpija: 1992, 1993, 1994, 1995
- Coppa d'Europa: 1

Union Olimpija: 1993-94